# Willem Kapteyn

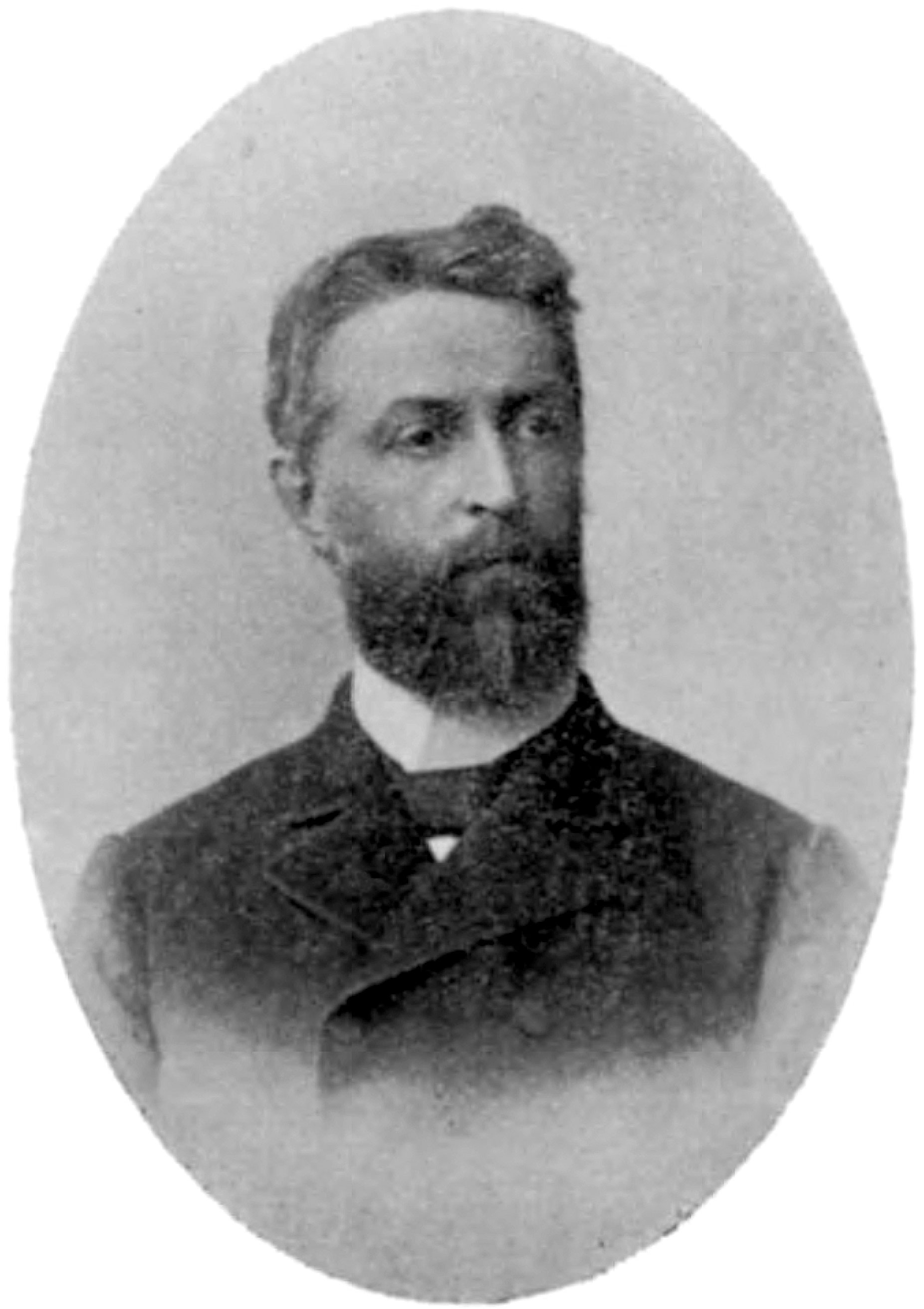
Willem Kapteyn

Willem Kapteyn auch: Kapteijn (* 16. August 1849 in Barneveld; † 6. Dezember 1927 in Utrecht) war ein niederländischer Mathematiker.

## Leben
Willems Eltern waren Gerrit Jacobus Kapteijn (* 4. Juni 1812 in Bodegraven; † 26. Juli 1879 in Barneveld) und dessen Frau Elisabeth Cornelia Koomans (* 5. November 1814 in Rotterdam; † 24. November 1896 in Barneveld). Sein Bruder Jacobus Cornelius Kapteyn (1851–1922) war Astronom und Professor in Groningen. Nach dem Besuch einer Privatschule seiner Heimatstadt, absolvierte er seine Hochschulreife am 22. September 1865 in Leiden. Am 8. Februar 1866 immatrikulierte er sich an der Universität Utrecht, wo er Studium der philosophischen Wissenschaften begann. Am 14. Juni 1872 promovierte er mit der Arbeit  Over de theorie der trillende platen en haar verband met de experimenten (deutsch: Über die Theorie der schwingenden Platten und ihre Beziehung zu Experimenten) unter Cornelis Hubertus Carolus Grinwis zum Doktor der Naturwissenschaften und Mathematik. Er war dann Dozent an der Höheren Bürgerschule (HBS) in Middelburg.
Am 14. Dezember 1877 wurde er zum Professor für Mathematik an die Utrechter Hochschule berufen, welches Amt er am 16. Februar 1878 mit der Rede Den invloed van Augustin Louis Cauchy op de ontwikkeling der mathematische wetenschappen (frei deutsch übersetzt: Der Einfluss von Augustin Louis Cauchy auf die Entwicklung der mathematischen Wissenschaften) antrat. In dieser Eigenschaft unterrichtete er analytische Geometrie, darstellende Geometrie, die Integralrechnung, die Theorie von Funktionen, die Wahrscheinlichkeitstheorie und höhere Algebra. Zudem befasste er sich mit Mechanik und Analysis. Die Kapteyn-Reihen (Reihen von Besselfunktionen) sind nach ihm benannt (sie waren schon Lagrange bekannt beim Studium des Kepler-Problems). Er beteiligte sich auch an den organisatorischen Aufgaben der Utrechter Hochschule und war 1900/01 Rektor der Alma Mater. Er war korrespondierendes Mitglied der Société royale des sciences in Lüttich und wurde am 2. Mai 1894 Mitglied der königlich niederländischen Akademie der Wissenschaften. Zu seinen Doktoranden gehören Marius van Haaften, N. G. W. H. Beeger und Albert Nijland (Utrecht). Am 10. Juni 1918 wurde er aus seiner Professur emeritiert und verstarb neun Jahre später.
Kapteyn verheiratete sich am 11. Juli 1885 in Utrecht Anna Catharina van Heijst (* 28. Juli 1864 in Wageningen; † 8. Juni 1938 in Utrecht), die Tochter des Hendrik Paulus van Heijst und dessen Frau Anna Catharina van der Burgh. Aus der Ehe stammen Kinder. Von diesen kennt man
- Anna Catharina Kapteijn (* 20. Mai 1886 in Utrecht; † 5. Juni 1972 in Dordrecht) verh. 8. Oktober 1908 mit Samuel Crena de Jongh (* 17. August 1883 in Dordrecht; † 6. Dezember 1971 in Dordrecht)
- Gerrit Jacobus Kapteijn (* 1. Mai 1888 in Utrecht; † 30. März 1906 in Delft)